# Mate Sore-made
Mate Sore-made is een term uit het Japans en geeft het definitieve einde van een judowedstrijd aan. Tussentijds stoppen wordt aangegeven met de term Mate. Er wordt meestal besloten de judoka's tijdelijk te laten stoppen om hun kleding in orde te laten maken, of wanneer een wedstrijdsituatie vastloopt. Dit kan bijvoorbeeld gebeuren als één judoka sterk verdedigt en de ander niet in staat is deze te overmeesteren op de grond. Verder kunnen alleen straffen uitgedeeld worden na het Mate teken (zie Shido, Hansoka-make). Het begin van een wedstrijd wordt aangegeven met de term Hajime.